# Jordanië op de Olympische Zomerspelen 1980
Jordanië nam deel aan de Olympische Zomerspelen 1980 in Moskou, Sovjet-Unie. 

## Deelnemers en resultaten

### Schietsport
| Olympiër              | Discipline             | Resultaat | Prestatie                                         |
| --------------------- | ---------------------- | --------- | ------------------------------------------------- |
| Mohamed Jbour         | 50m geweer 3 houdingen | 26e       | kwalificatie: 26ste met 1138 punten (393-380-365) |
| Amera Khalif          | 50m geweer 3 houdingen | 32e       | kwalificatie: 32ste met 1104 punten (395-365-344) |
| Mohamed Jbour         | 50m geweer liggend     | 51e       | kwalificatie: 51ste met 579 punten (393-380-365)  |
| Amera Khalif          | 50m geweer liggend     | 32e       | kwalificatie: 32ste met 591 punten                |
| Mohamed Issa Shahin   | trap                   | 31e       | kwalificatie: 31ste met 171 punten                |
| Nader George Shalhoub | trap                   | 34e       | kwalificatie: 34ste met 66 punten                 |

Afghanistan · Algerije · Andorra · Angola · Australië · België · Benin · Birma · Botswana · Brazilië · Bulgarije · Colombia · Congo-Brazzaville · Costa Rica · Cuba · Cyprus · Denemarken · Dominicaanse Republiek · Duitse Democratische Republiek · Ecuador · Ethiopië · Finland · Frankrijk · Griekenland · Groot-Brittannië · Guatemala · Guinee · Guyana · Hongarije · Ierland · IJsland · India · Irak · Italië · Jamaica · Joegoslavië · Jordanië · Kameroen · Koeweit · Laos · Lesotho · Libanon · Liberia · Libië · Luxemburg · Madagaskar · Mali · Malta · Mexico · Mongolië · Mozambique · Nederland · Nepal · Nicaragua · Nieuw-Zeeland · Nigeria · Noord-Korea · Oeganda · Oostenrijk · Peru · Polen · Portugal · Puerto Rico · Roemenië · San Marino · Senegal · Seychellen · Sierra Leone · Sovjet-Unie · Spanje · Sri Lanka · Syrië · Tanzania · Trinidad en Tobago · Tsjecho-Slowakije · Venezuela · Vietnam · Zambia · Zimbabwe · Zweden · Zwitserland